# Carlos Ruiz-Tagle
Carlos Ruiz-Tagle Gandarillas (Santiago, 12 de febrero de 1932-Santiago, 22 de septiembre de 1991) fue un escritor, crítico literario e ingeniero agrónomo chileno, cuyas obras literarias se caracterizan por ser breves, y por su tono humorístico. Fue conservador del Museo Nacional Benjamín Vicuña Mackenna entre 1979 y 1991.

## Primeros años y educación
Carlos Ruiz-Tagle nació el 12 de febrero de 1932, en el seno de una familia acomodada compuesta por Carlos Ruiz Tagle Vicuña y de Elena Gandarillas Salas. Estudió en el Saint George's College, entre 1948 y 1950, fue miembro de la Academia Literaria de este, la cual estaba dirigida por Roque Esteban Scarpa, un prominente intelectual de la época. Fue en aquel grupo en donde dio sus primeros pasos como escritor, escribió varios relatos que posteriormente fueron recopilados en el libro El Joven Laurel, en 1953, que contuvo también los relatos escritos por otros estudiantes, como Armando Uribe, José Miguel Ibáñez, Hernán Montealegre, entre otros.

## Carrera literaria
Posteriormente ingresó a la Facultad de Agronomía de la Pontificia Universidad Católica de Chile, recibiendo su título en 1954. A pesar de ello, nunca renunció a su vocación literaria, trabajando como columnista en el diario El Sur, y realizando numerosos relatos cortos, los cuales fueron publicadas en sus obras como Memorias de pantalón corto (1954), Dicen que dicen (1957), Cortometrajes (1974) y muchas otras.
En 1962, junto con el escritor Guillermo Blanco (y bajo el seudónimo de Sillie Utternut), publicó Revolución en Chile, en donde los críticos vieron a ambos escritores como ejemplos buenos en la capacidad de incorporar humor dentro de sus líneas. Con el paso de los años, y con la publicación de obras destacables como Después de la campana (1967) y El cementerio de Lonco (1988), Ruiz-Tagle fue considerado como uno de los mejores escritores humoristas que ha tenido Chile.
Colaboró en los diarios El Mercurio, La Tercera, La Segunda y en las revistas En Viaje, Rumbos, Qué Pasa, Atenea y otras.

## Vida pública
Colaboró en el proyecto Aerofotogramétrico y fue editor de Publicaciones del Instituto de Capacitación e Investigación en Reforma Agraria. Desarrolló labores de creación de bibliotecas técnicas en Colina, Curacaví, San Francisco de Mostazal. En 1979 fue nombrado conservador del Museo Nacional Benjamín Vicuña Mackenna, cargo que ocupó hasta su muerte, en 1991. En 1981, fundó la Revista de Santiago. Fue miembro de número de la Academia Chilena de la Lengua y correspondiente de la Real Academia Española.
Fue considerado un exitoso autor: para 1973 ya había alcanzado 21 ediciones con 110 000 copias en total, lo que era todo un récord en su país.

## Reconocimientos públicos
Obtuvo el Premio María Luisa Bombal (1987) otorgado por la Municipalidad de Viña del Mar, y el segundo premio en el concurso de Literatura Juvenil Marcela Paz, (1990). La Municipalidad de Rancagua lo distinguió con el Premio Óscar Castro, (1990). 